# 糙身樸麗魚
糙身樸麗魚，為輻鰭魚綱鱸形目隆頭魚亞目慈鯛科的其中一種，分布於非洲特坎那湖流域，為特有種，體長可達5.8公分，棲息在水淺且有遮蔽物的水域，生活習性不明。

## 擴展閱讀
維基物種上的相關：糙身樸麗魚